# Lumen gentium
La Lumen gentium (dal latino e significa Luce delle genti, letteralmente, Lume dei popoli) è la seconda delle quattro costituzioni del concilio ecumenico Vaticano II, insieme alla Sacrosanctum Concilium, Dei verbum e Gaudium et spes. Fu promulgata da papa Paolo VI il 21 novembre 1964.
La costituzione divina del Servo di Jahvè come luce delle nazioni fino agli estremi confini della Terra è affermata in Isaia 49,6.

## Contenuto
Il tema trattato è la dottrina cattolica sulla Chiesa. Riguarda l'autocomprensione che la Chiesa ha di sé stessa, la sua funzione spirituale e la sua organizzazione.
È costituita da 8 capitoli:
- Capitolo I: Il Mistero dela Chiesa. Viene illustrato il mistero della Chiesa e della sua relazione con Cristo.
- Capitolo II: Il Popolo di Dio. Viene trattato il popolo di Dio e il rapporto tra la Chiesa e le altre confessioni religiose o gli atei.
- Capitolo III: Costituzione gerarchica della Chiesa. È illustrata la struttura gerarchica della Chiesa, con particolare riferimento all'Episcopato.
- Capitolo IV: I Laici. Descrive il ruolo dei laici nella struttura ecclesiastica e la loro missione ecclesiale.
- Capitolo V: Universale Vocazione alla Santità nella Chiesa. Il tema dominante è la chiamata che tutti i cristiani hanno per conseguire la santità.
- Capitolo VI: I Religiosi.
- Capitolo VII: Indole Escatologica della Chiesa Peregrinante e sua Unione con la Chiesa Celeste.
- Capitolo VIII: La Beata Maria Vergine Madre di Dio nel Mistero di Cristo e della Chiesa. Maria viene presentata come figura della Chiesa.

A questi capitoli si aggiungono alla fine:
- le "Notificazioni fatte dall'Ecc.mo Segretario generale nella congregazione generale 123.a", tratte dagli "Atti del Concilio";
- la "Nota esplicativa previa" (mons. Pericle Felici, arcivescovo titolare di Samosata e segretario generale del Concilio).

## Novità del documento
In campo ecclesiologico, le parole-chiave della Lumen gentium sono: "l'idea di popolo di Dio, la collegialità dei Vescovi come rivalutazione del ministero dei vescovi insieme con il primato del Papa, la rivalutazione delle Chiese particolari all’interno della Chiesa universale, l'apertura ecumenica del concetto di Chiesa e l'apertura alle altre religioni; infine, la questione dello statuto specifico della Chiesa cattolica, che si esprime nella formula secondo cui la Chiesa una, santa, cattolica ed apostolica, di cui parla il Credo, subsistit in Ecclesia catholica".
La Lumen gentium presenta la Chiesa non tanto in forma gerarchica (papa, vescovi, presbiteri, diaconi e laicato) quanto come popolo di Dio, dove prende grande rilievo il battesimo come comun denominatore di tutti i cristiani.
Per dare una qualificazione teologica a questa schema di Chiesa proposto dal Concilio, fu approvata la nota esplicativa previa: "Tenuto conto dell'uso conciliare e del fine pastorale del presente Concilio, questo definisce come obbliganti per tutta la Chiesa i soli punti concernenti la fede o i costumi, che esso stesso abbia apertamente dichiarato come tali".

Il documento si presenta come una costituzione dogmatica, ed è al contempo concluso da una nota che lo qualifica non come dogmatico, ma di tipo pastorale -sia nel fine che nel contenuto- ad eccezione di eventuali punti diversamente indicati.
Secondo mons. Gherardini, questa caratteristica pastorale e non dogmatica sarebbe propria di tutto il Concilio Vaticano II. I documenti conciliari non conterrebbero né dogmi né condanne di errori, ma la proposta di nuove verità, potenzialmente accettabili in ragione della loro conformità al Magistero e alla Tradizione della Chiesa cattolica.